# Concord Production
La Concord Production Inc. (協和電影公司S) è una casa di produzione fondata nel 1972 ad Hong Kong (britannico) da Bruce Lee in società al 50% con Raymond Chow, già fondatore della Golden Harvest. Il logo della Concord Production apparve per la prima volta nella versione originale del film L'urlo di Chen terrorizza anche l'occidente e l'ultima volta, nonché ancora corrente, nella versione giapponese dello stesso film.
Bruce Lee era a capo delle decisioni creative e Raymond Chow si occupava dell'amministrazione. Le quote di Bruce Lee furono vendute dalla moglie Linda a Raymond Chow nel 1976.

## Produzione
- L'urlo di Chen terrorizza anche l'occidente (1972) con la Golden Harvest, e nella produzione esecutiva esse collaborarono con la produzione italiana di Riccardo Billi fornendo il service delle riprese romane oltre a prendere parte nel cast anche nel ruolo di Direttore della Banca BNL (scena eliminata nella versione italiana da altro distributore italiano, la concorrente Titanus) con la sua futura moglie Malisa Longo per il ruolo della ragazza a piazza Navona che seduce il personaggio di Lee.
- I 3 dell'Operazione Drago (1973) con la Warner Bros., fu la prima volta che una casa di produzione cinematografica americana e cinese collaborarono insieme. In questa produzione collaborò anche la Sequoia Pictures. La Golden Harvest si limitò a distribuire il film ad Hong Kong.
- The Game of Death (死亡的遊戲), progetto originale del film incompiuto a causa della morte di Bruce Lee. Composto da 40 minuti di girato nel 1972 in co-produzione con la Golden Harvest. Nel 1978 la Golden Harvest riscrisse completamente il film trascurando la versione originale del regista (Lee), privandole di ogni aspetto filosofico e producendo il film Game of Death (死亡遊戲), in Italia L'ultimo combattimento di Chen. Vengono inseriti poco più di 10 minuti delle scene girate nel 1972. Ma nel 2000 vengono poi riprese, quasi, interamente nel film-documentario Bruce Lee - La leggenda prodotto dalla Warner Bros.[8]. Non vennero distribuiti in questo documentario, poiché inizialmente non ancora ritrovati, circa due minuti di girato nel 1972 che introducevano le scene[9]. Inoltre nei contenuti speciali del DVD del film-documentario è inserito il cortometraggio La storia girato da John Little in Corea del Sud dove vengono prodotte le parti non girate del film originale secondo le indicazioni di Lee. Nello stesso anno il materiale inedito, dopo, è stato anche inserito, senza i tagli predisposti da Lee, in un altro documentario Bruce Lee in G.O.D 死亡的遊戯 (2000) insieme ad interviste e un cortometraggio che racconta il dietro le quinte della produzione del film incompiuto. I due minuti furono ritrovati e ricomposti digitalmente insieme con il resto del materiale girato nel 1972, ed assemblati con il logo della Concord Production e della Golden Harvest di quel periodo[10], il 17 luglio 2023, e distribuito all'interno del documentario The Final Game of Death.[11]
- Bruce Lee: the Man and the Legend (1973), documentario con la Golden Harvest (in séguito la Golden Harvest produsse e distribuì Bruce Lee - The Legend), comprensivo del trailer del film incompiuto The Game of Death.

## Distribuzione
I film della Concord Production Inc. furono tutti distribuiti dalla Golden Harvest, ad ultimo, nel 2019 insieme con la The Criterion Collection, anche la versione originale (ritrovata nel 2000) del film incompiuto The Game of Death all'interno del cortometraggio Game of Death Redux (死亡遊戲 Redux), come parte speciale de L'ultimo combattimento di Chen.
L'urlo di Chen terrorizza anche l'occidente, inizialmente venne distribuito solo in Cina poiché Lee se da un lato era molto orgoglioso del risultato dall'altro, conscio delle pecche del film, non voleva che uscisse in occidente, consapevole dei diversi gusti del pubblico non asiatico. Tuttavia dopo la sua morte Raymond Chow distribuì il film ovunque. Quando uscì in Italia nei titoli di testa il logo della Concord Production Inc. e quello della Golden Harvest vennero sostituiti da quello della Titanus, nella versione cinese Raymond Chow tolse solo quello della Concord Production Inc. lasciando quello della Golden Harvest.
Inoltre in questa fase di distribuzione (avvenuta dopo la morte di Bruce Lee) da parte di Raymond Chow, nei titoli di testa e di coda dei film L'urlo di Chen terrorizza anche l'occidente e L'ultimo combattimento di Chen l'unico produttore risulta Raymond Chow della Golden Harvest. A differenza del film I 3 dell'Operazione Drago negli altri due non risulta né la Concord Production Inc. né Bruce Lee come produttore. La produzione di Bruce Lee nei due film fu poi resa pubblica in vari documentari di cui, in maniera più marcata, nel documentario L'urlo del drago - Bruce & Brandon Lee (1993).
Anche la versione alternativa cinese del film I 3 dell'Operazione Drago, distribuita dalla Golden Harvest differisce dalla versione originale distribuita dalla Warner Bros. risultando come produttore Raymond Chow.
Non vennero più ritrovati oltre due ore di ciak nel set del film I 3 dell'Operazione Drago.